# Атсуярово
Атсуярово (баш. Атһөйәр) — деревня в Дюртюлинском районе Республики Башкортостан Российской Федерации. Входит в состав Суккуловского сельсовета.

## География

### Географическое положение
Расстояние до:
- районного центра (Дюртюли): 12 км,
- центра сельсовета (Суккулово): 4 км,
- ближайшей ж/д станции (Уфа): 110 км

## Население
| 2002 | 2009 | 2010 |
| ---- | ---- | ---- |
| 128  | ↗139 | ↘118 |

Национальный состав
Согласно переписи 2002 года, преобладающие национальности —  башкиры (62 %), татары (37 %).